# Carlos Blanco Aguinaga
Carlos Blanco Aguinaga (Irún, Guipúzcoa, España, 9 de noviembre de 1926-La Jolla San Diego, California, 12 de septiembre de 2013) fue un escritor, hispanista y profesor español, exiliado en México.

## Biografía
Como consecuencia de la guerra civil española, en septiembre de 1936 arribó como refugiado a Hendaya (Pirineos Atlánticos, Francia), junto con dos tercios del total de la población de Irún y Fuenterrabía. Con sus padres se exilió en México, donde estudió el bachillerato en el Colegio Luis Vives; posteriormente consiguió una beca en la Universidad de Harvard donde se licenció en literatura (1948). Después trabajó como marinero unos meses y, a su regreso a México, se doctoró en El Colegio de México  con una tesis sobre Miguel de Unamuno, al que dedicó luego varios libros. En esos años de vida en México trabó estrecha amistad con la generación de los hijos de exiliados de la guerra civil: Yomí García Ascot, María Luisa Elio, Manuel Durán, Ramón Xirau, Tomás Segovia, Ángel Palerm, Roberto Ruiz, Lucinda Urrusti y otros muchos. Eran los contemporáneos de los escritores españoles de la Generación del medio siglo. Bastantes de ellos estuvieron en la fundación de la revista Presencia (1948-1950), en la que Blanco Aguinaga publicó sus primeras creaciones literarias.
Por entonces era ya becario en el Colegio de México, dirigido entonces por Alfonso Reyes. Su Departamento de Filología estaba encabezado por Raimundo Lida, quien le invitó a colaborar en la Nueva Revista de Filología Hispánica de dicha institución. En 1953 se trasladó a la Ohio State University y desde ese momento hasta su jubilación fue catedrático de Literatura Española en diversas universidades de los Estados Unidos (la Universidad Johns Hopkins de Baltimore; como profesor invitado en la University of Wisconsin en Madison, la University of Texas en Austin, la University of California, Riverside; y desde 1964 en adelante en la Universidad de California en San Diego donde fundó la Sección de Español del Departamento de Literatura).
Durante su estancia en México conoció a muchos intelectuales y artistas importantes, entre ellos Luis Buñuel, Carlos Fuentes, Ramón Xirau y Octavio Paz.  Con estos últimos Blanco colaboró en la fundación de la Revista Mexicana de Literatura (1956-1957); en su primer número publicó uno de los primeros ensayos sobre Juan Rulfo, lo que le reportó un gran renombre en el mundo cultural mexicano. El ensayo se titulaba Realidad y estilo en Juan Rulfo.
En 1958 obtuvo una beca Guggenhein y viajó por primera vez a Europa, a Francia en concreto. De 1963 es su primer viaje a España, país que visitará cada vez con más frecuencia hasta que entre 1980 y 1985 ejerza como catedrático de la recién creada Universidad del País Vasco gracias a la invitación de Koldo Michelena. En estos años de estancia en España militará en el Partido Comunista de España (PCE) y, ya en el País Vasco, formará parte del proceso de integración de este partido en Euskadiko Ezkerra (EE).
Tras su jubilación, y hasta su fallecimiento, fue profesor emérito de la Universidad de California en San Diego. Su carrera en aquella universidad estaba marcada por su compromiso político con las luchas por los derechos civiles. En 1969, como asesor del grupo estudiantil chicano MAYA (Asociación de Jóvenes Mexicoamericanos), colaboraba con activistas chicanos y afroamericanos (entre ellos Angela Davis) para establecer un colegio "tercermundista" y comprometido donde las minorías tendrían acceso a una formación educativa de primera categoría. El nombre propuesto por los estudiantes fue Lumumba-Zapata College. También estableció relaciones íntimas con pensadores como Herbert Marcuse, Fredric Jameson, y Herbert Schiller.  A lo largo de sus años en San Diego, Blanco ejercía una gran influencia sobre centenares de jóvenes de la clase obrera norteamericana.

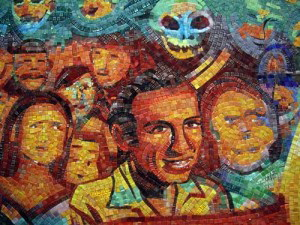
"Chicano Legacy" mosaic, UC San Diego, artist Mario Torero, detail: Carlos Blanco Aguinaga

La biblioteca municipal de Irún lleva su nombre. Fue el 16 de septiembre de 2013, cinco días después de la muerte de Carlos Blanco, cuando el alcalde de Irún anunció su intención de dar el nombre "Carlos Blanco Aguinaga" a la futura biblioteca municipal, entonces en construcción. En El País,  Manuel Rodríguez Rivero escribió: "A uno y otro lado del Atlántico centenares de amigos y discípulos han llorado estos días la muerte de un inolvidable maestro."
Ensayo y crítica literaria
- Unamuno, teórico del lenguaje (Tesis doctoral). El Colegio de México, 1953.
- El Unamuno contemplativo. El Colegio de México, 1960. Nueva edición en Laia, Barcelona, 1975
- Juventud del 98. Siglo XXI, 1970 (3.ª edición en Taurus, Madrid, 2000).
- Vida y obra de Emilio Prados.
- De mitólogos y novelistas. Turner, Madrid, 1975, 138 págs. (Sobre Octavio Paz, García Márquez, Carlos Fuentes, Alejo Carpentier y Juan Goytisolo)
- Historia social de la literatura española (En lengua castellana). Coautor junto a Julio Rodríguez Puértolas e Iris M. Zavala. Castalia, Madrid, 1978 (3 volúmenes). Última edición en Akal, Madrid, 2000.
- La historia y el texto literario: Tres novelas de Galdós. Nuestra Cultura, 1978.
- Del franquismo a la modernidad: Cultura española 1975-1990. Coautor con José Monleón, 1995.
- Sobre el Modernismo desde la periferia, 1998
- De vencedores y vencidos en la Restauración según las novelas contemporáneas de Galdós, Biblioteca Virtual Cervantes, Alicante, 2006.
- De restauración a restauración. Renacimiento, Sevilla, 2008.
- Ensayos sobre la literatura del exilio español. El Colegio de México, 2006.

Ediciones anotadas
- Emilio Prados Obra poética completa. Edición de Carlos Blanco Aguinaga y Antonio Carreira. Visor Libros, Madrid, 2 tomos, 1999 (1.ª edición en 1979)
- Juan Rulfo El llano en llamas. Edición de Carlos Blanco Aguinaga. Cátedra, Madrid, 2006.

Memorias
- Por el Mundo. Infancia, guerra y principio de un fin afortunado. Alberdania, Irún, 2007
- De mal asiento. Caballo de Troya, Madrid, 2010, 329 pp.

Novelas y cuentos
- Ya no bailan los pescadores de Pismo Beach
- Ojos de papel volando, 1984.
- Un tiempo viejo, 1988.
- En voz continua, 1997.
- Carretera de Cuernavaca (cuentos). Alfaguara, Madrid, 1990.